# 청도 기룡재
청도 기룡재(淸道 起龍齋)은 대한민국 경상북도 청도군 풍각면 금곡리에 있는 건축물이다. 2014년 11월 20일 경상북도의 문화재자료 제625호로 지정되었다.

## 개요
조선후기에 가면 문중의식이 크게 강조되면서 각 문중마다 선조의 묘(墓) 수호(守護)를 위한 재사(齊舍)를 신축 또는 중수하는 것이 일반적인 추세였다. 기룡재(起龍齋)도 이 범주에 속하는 평택임씨의 대표적인 문중재사이다.
이 건물은 중건 이후 마을 내 서당의 역할을 하면서 다수의 인물을 배출하였다고 한다. 원래는 재사로 건립하였으나 후에 서당의 기능을 겸하게 되었고, 이 기능은 1960년대까지 신교육을 담당한 서부초등학교 분교로까지 이어지게 되었다. 기룡재(起龍齋)는 1726년 건립하고 1881년에 중건한 재사로, 지속적으로 지역의 교육의 기능을 담당해 온 왔다.

## 참고 자료
- 청도 기룡재 - 국가유산청 국가유산포털